# Hvanstrup
Hvanstrup er en gammel hovedgård, som nævnes første gang i 1345. Gården ligger i Farsø Sogn, Gislum Herred, Ålborg Amt, Farsø Kommune. Hovedbygningen er opført i 1845 og ombygget i 1884.
Hvanstrup Gods er på 275 hektar med Støttrup Nygård.

## Ejere af Hvanstrup
- (1345-1360) Peder Lauridsen Panter
- (1360-1408) Slægten Panter
- (1408-1418) Kronen
- (1418-1457) Forskellige Ejere
- (1457-1467) Mikkel Lauridsen Saltensee
- (1467-1643) Helligånds Klosteret I Aalborg
- (1643-1653) Valdemar Iversen Lykke
- (1653) Helvig Iversdatter Lykke gift Munk
- (1653-1683) Christen Sørensen Munk
- (1683-1703) Christen Mikkelsen
- (1703-1716) Jens Christensen Mikkelsen
- (1716-1717) Helle Dorothea Mortensdatter Schnell gift Mikkelsen
- (1717-1719) Anders Thembsen
- (1719-1731) Mogens Brøndum
- (1731-1735) Mads Mogensen Brøndum
- (1735-1742) Christen Nielsen Meiling
- (1742-1756) Mathias Rosenkrantz de Lasson
- (1756-1758) Jacob Johannes Colding
- (1758-1760) A. C. Stattländer
- (1760-1762) Andreas Fugl
- (1762-1768) Christen Bierup
- (1768-1777) Hans Wilhelm Kaalund
- (1777-1781) Anne Elisabeth Wulffsdatter von Lüttichau gift Kaalund
- (1781) Nicolaj Mathias Høst
- (1781-1783) Maren Andersdatter Qvistgaard gift Damgaard
- (1783-1807) Jens Nielsen Qvistgaard
- (1807-1810) Balthasar von Jelstrup
- (1810-1827) Johannes Marie Jensdatter Qvistgaard gift von Jelstrup
- (1827-1829) Kommissionen For Aalborg Fattigvæsen
- (1829) Anders Steenild / Christen Andersen
- (1829-1847) Johan Christen Ottesen Spliid
- (1847-1861) Jacob Scavenius Eilersen
- (1861-1891) Andreas Gottlob Ployart Wetche
- (1891-1930) Peter Andreas Ployart Wetche
- (1930-1970) Gustav Ployart Wetche
- (1970-1997) Frants Ployart Wetche
- (1997-2005) Torsten Ployart Wetche / Frants Ployart Wetche
- (2005-) Torsten Ployart Wetche